# Yasemen Saylar
Yasemen Saylar (Istanbul, 7 settembre 1990) è un'ex cestista turca.

## Carriera
Con la Turchia ha disputato i Campionati europei del 2009.